# Línea B (Autobuses Urbanos de Elche)
La línea B es una línea regular de autobús urbano de la ciudad de Elche. Es operada por Autobuses Urbanos de Elche.

## Recorrido

### Dirección Toscar
| N.º de parada | Parada                                | Conexión(es) | Notas |
| ------------- | ------------------------------------- | ------------ | ----- |
| 26            | Hospital General                      |              |       |
| 25            | IES La Asunción-Teulada               |              |       |
| 28            | Prolongación Mariano Soler Olmos      |              |       |
| 29            | IES La Torreta-Curtidores             |              |       |
| 30            | Mariano Soler Olmos                   |              |       |
| 31            | Pedro Juan Perpiñán, 26               |              |       |
| 32            | Pedro Juan Perpiñán, 42               |              |       |
| 33            | Pedro Juan Perpiñán, 80               |              |       |
| 34            | CP La Alcudia                         |              |       |
| 35            | Antonio Pascual Quiles, 87            |              |       |
| 36            | Jardín 9 de octubre                   |              |       |
| 37            | Antonio Pascual Quiles, 9             |              |       |
| 38            | Juan Diez Martínez, 14                |              |       |
| 39            | Juan Diez Martínez, 56                |              |       |
| 40            | Jardín de Andalucía                   |              |       |
| 160           | Avenida de las Cortes Valencianas, 31 |              |       |
| 126           | Avenida de las Cortes Valencianas     |              |       |

### Dirección Centro
| N.º de parada | Parada                                    | Conexión(es) | Notas |
| ------------- | ----------------------------------------- | ------------ | ----- |
| 207           | Avenida de Novelda, 115                   |              |       |
| 42            | Avenida de Novelda, 79                    |              |       |
| 43            | Avenida de Novelda, 59                    |              |       |
| 44            | Jardín Francesc Cantó                     |              |       |
| 45            | Avenida de Novelda, 17                    |              |       |
| 159           | Plaza de L'Algeps                         |              |       |
| 46            | Ambulatorio San Fermín-Concepción Arenal  |              |       |
| 47            | CP María de la Asunción                   |              |       |
| 48            | Plaza de Crevillente                      |              |       |
| 49            | Concepción Arenal                         |              |       |
| 50            | Pedro Juan Perpiñán, 45                   |              |       |
| 51            | Pedro Juan Perpiñán-Federico García Lorca |              |       |
| 52            | Eduardo Fernández García                  |              |       |
| 53            | IES La Torreta                            |              |       |
| 54            | Portalada                                 |              |       |
| 55            | Hospital General-Teulada                  |              |       |
| 27            | IES La Asunción-El Abeto                  |              |       |
| 26            | Hospital General                          |              |       |

- Datos: Q2894748